# (211021) Johnpercin
(211021) Johnpercin est un astéroïde de la ceinture principale.

## Description
(211021) Johnpercin est un astéroïde de la ceinture principale. Il fut découvert le 18 décembre 2001 à l'observatoire d'Apache Point par le programme Sloan Digital Sky Survey. Il présente une orbite caractérisée par un demi-grand axe de 2,24 UA, une excentricité de 0,05 et une inclinaison de 6,8° par rapport à l'écliptique.

## Compléments